# Nickel City Opera

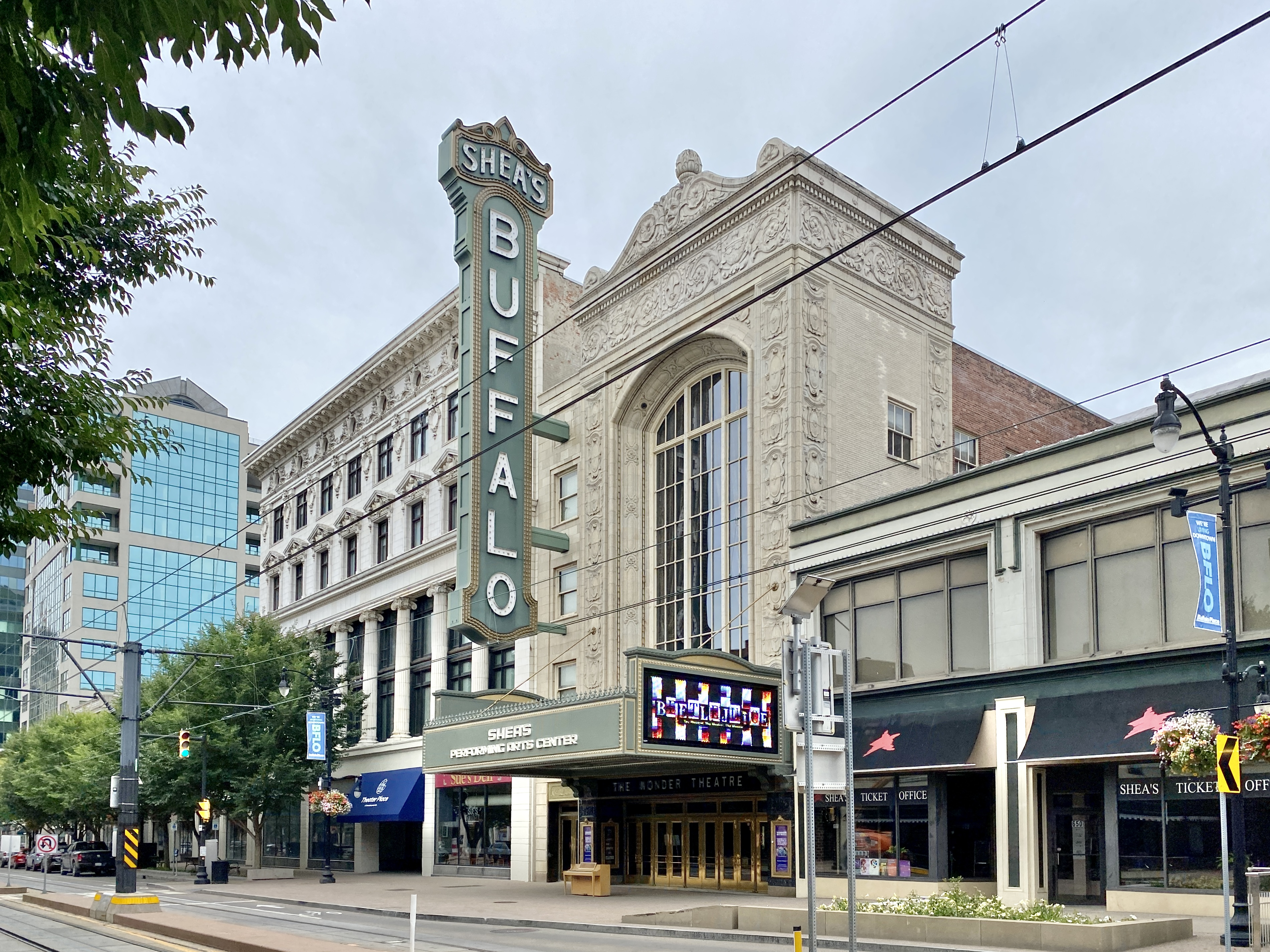
Shea's Performing Arts Center in Buffalo, hoofdlocatie van de Nickel City Opera

De Nickel City Opera (NCO), ook bekend als NC Opera Buffalo, is een operahuis in Buffalo (New York) in de Verenigde Staten. De Nickel City Opera is een van de toonaangevende operahuizen in de Verenigde Staten en, met meer dan 3.000 zitplaatsen, een van de grootste operahuizen ter wereld. De NCO werd in 2004 opgericht door Valerian Ruminski en heeft opdracht gegeven voor opera's, en heeft wereldpremières van opmerkelijke werken opgevoerd. De NCO werkt samen met het Buffalo Philharmonic Orchestra en produceert een breed scala aan werken, van 18e-eeuwse barok en 19e-eeuwse belcanto tot het minimalistische muziek van de 20e eeuw en hedendaagse opera's van de 20e en 21e eeuw. Deze opera's worden gepresenteerd als podiumproducties die in stijl variëren van die met uitgebreide traditionele decors tot andere met moderne conceptuele ontwerpen.
De NCO is gevestigd in het Shea's Performing Arts Center (3019 zitplaatsen) in het Buffalo Theatre District in het centrum van Buffalo. Shea's Performing Arts Center is ontworpen door de bekende firma uit Chicago, "Rapp en Rapp." Het oorspronkelijke aantal van 4000 zitplaatsen werd teruggebracht tot het huidige aantal van 3019 zitplaatsen in de jaren dertig. Het interieurontwerp werd ontworpen door de wereldberoemde ontwerper/kunstenaar Louis Comfort Tiffany met elementen die voor het merendeel nu nog steeds aanwezig zijn.

## Historie
De Nickel City Opera werd opgericht in 2004 en bracht de eerste opera in juni 2009 in het Riviera Theatre met een uitvoering van Il barbiere di Siviglia van Gioachino Rossini. Het jaar daarop, 2010, was er een productie van Rigoletto van Giuseppe Verdi.
De NCO heeft een repertoire van meer dan 25 opera's en heeft op podium uitgevoerde operaproducties zoals Il trovatore, La bohème, Salomé, Don Pasquale, La fille du regiment, Rigoletto, Tosca, Il tabarro, Der Schauspieldirektor, Lohengrin, Le nozze di Figaro, La traviata, Il barbiere di Siviglia, Amahl and the Night Visitors van Gian Carlo Menotti, en The Music Shop van Richard Wargo.
Zangers als Adam Klein,
Elizabeth Blancke-Biggs, Eric Fennell, Victoria Livengood, Eduardo Villa, Ray Chenez, James Wright, John Packard, Zulimar López-Hernández, Marc Freiman, Michele Capalbo, David MacAdam, en Marieterese Magisano han hebben opgetreden in de producties van NCO.
Met het seizoen 2016/17 nam Matthias Manasi de muzikale leiding van de NCO over en werd benoemd tot nieuwe muziekdirecteur en chef-dirigent.
In 2017 werd een uitvoering van Der Schauspieldirektor van Wolfgang Amadeus Mozart door critici geprezen om zijn manier van rekening houden met de authentieke uitvoeringspraktijk in de interpretatie.
Tijdens de COVID-19-pandemie was de NCO vanaf maart 2020 niet in staat om opera uit te voeren in Shea's Performing Arts Center. Een productie van Verdi's Aida, gepland voor 7 tot 29 augustus 2021 in het Artpark Amphitheatre in het Earl W. Brydges Artpark State Park, werd geannuleerd vanwege pandemische beperkingen.
Internationale regisseurs van de NCO zijn onder meer David Grabarkewitz, die in 2008 de met een Emmy Award bekroonde productie van Madama Butterfly van Giacomo Puccini voor Public Broadcasting Service in New York City Opera regisseerde, en Marc Verzatt, bekroond met Outstanding Stage Director (uitstekend regisseur) van 2006 door het tijdschrift Classical Singer.

## Opera America-prijs van verdienste
In mei 2017 kende Opera America de NCO en Valerian Ruminski, artistiek directeur van de NCO, de jaarlijkse Service Award (prijs van verdienste) toe, die degenen erkenning geeft die "opera in hun gemeenschappen promoten en onvermoeibaar werken om de hoogst mogelijke artistieke kwaliteit en dienstverlening aan de gemeenschap te verzekeren." Tijdens de ceremonie in Dallas zei Marc A. Scorca, president en CEO van Opera America: "Accepteer alstublieft namens het personeel en de leden van Opera America, mijn felicitaties en dank u voor uw uitzonderlijke bijdrage op het gebied van opera."

## Wereldpremières
In juni 2016 bracht de Nickel City Opera de wereldpremière van SHOT! uit gecomponeerd door Persis Vehar met libretto van Gabrielle Vehar, over de
moord op de Amerikaanse president William McKinley, geproduceerd door Shea's Performing Arts Center met Michael Ching (dirigent) en David Grabarkewitz (regisseur). De rol van president William McKinley werd gezongen door Valerian Ruminski, de rol van Ida McKinley werd gezongen door Marieterese Magisano met John Packard als Leon Czolgosz, Michele Capalbo als Emma Goldman en Fred Furnari als hoofdcommissaris van politie van Buffalo, Bull, een koor van 40 zangers en het Buffalo Philharmonic Orchestra. De sets bootsten scènes uit de Pan-Amerikaanse tentoonstelling van 1901 na, met projecties van 12 meter van originele Thomas Edison-beelden uit 1901 van de tentoonstelling, en zeldzame historische foto's.
In juni 2021 presenteerde het NCO samen met Sotto Voce Vocal Collectiv de wereldpremière van de opera The Second Sight van Jessie Downs, volledig opgevoerd in de Unitarian Universalist Church of Buffalo.

## Directeuren

### Muziekdirecteuren /chef-dirigenten
Michael Ching was van 2012 tot 2017 muziekdirecteur en chef-dirigent van de Nickel City Opera. Hij werd opgevolgd door Matthias Manasi als muziekdirecteur en chef-dirigent van de NCO van 2017 tot 2021. De NCO heeft ook beroemde gastdirigenten gehad die hier niet vermeld staan.
- Michael Ching (muziekdirecteur 2012-2017)
- Matthias Manasi (muziekdirecteur 2017-2021)

### Regisseurs
Regisseurs van operaproducties in de Nickel City Opera zijn internationaal bekende regisseurs zoals David Grabarkewitz, die de productie van Madama Butterfly van Puccini voor Public Broadcasting Service voor de New York City Opera regisseerde, die in 2008 een Emmy Award-prijs won.
Ook regisseerde regisseur Marc Verzatt, die in 2006 door Classical Singer Magazine werd uitgeroepen tot Outstanding Stage Director van het jaar, verzorgde operaproducties bij de NCO.

## Locaties
De belangrijkste producties van de NCO worden opgevoerd in de hoofdlocatie, het Shea's Performing Arts Center (3019 zitplaatsen) in het centrum van Buffalo. Andere locaties zijn het Riviera Theatre (1149 zitplaatsen) in North Tonawanda (New York), het Artpark Mainstage Theatre (2400 zitplaatsen) en het Artpark Amphitheatre (4400 zitplaatsen) in het Earl W. Brydges Artpark State Park in Lewiston (New York) en het Nichols Flickinger Performing Arts Center (460 zitplaatsen) in Buffalo.